# اسموکینگ (لباس مردانه)

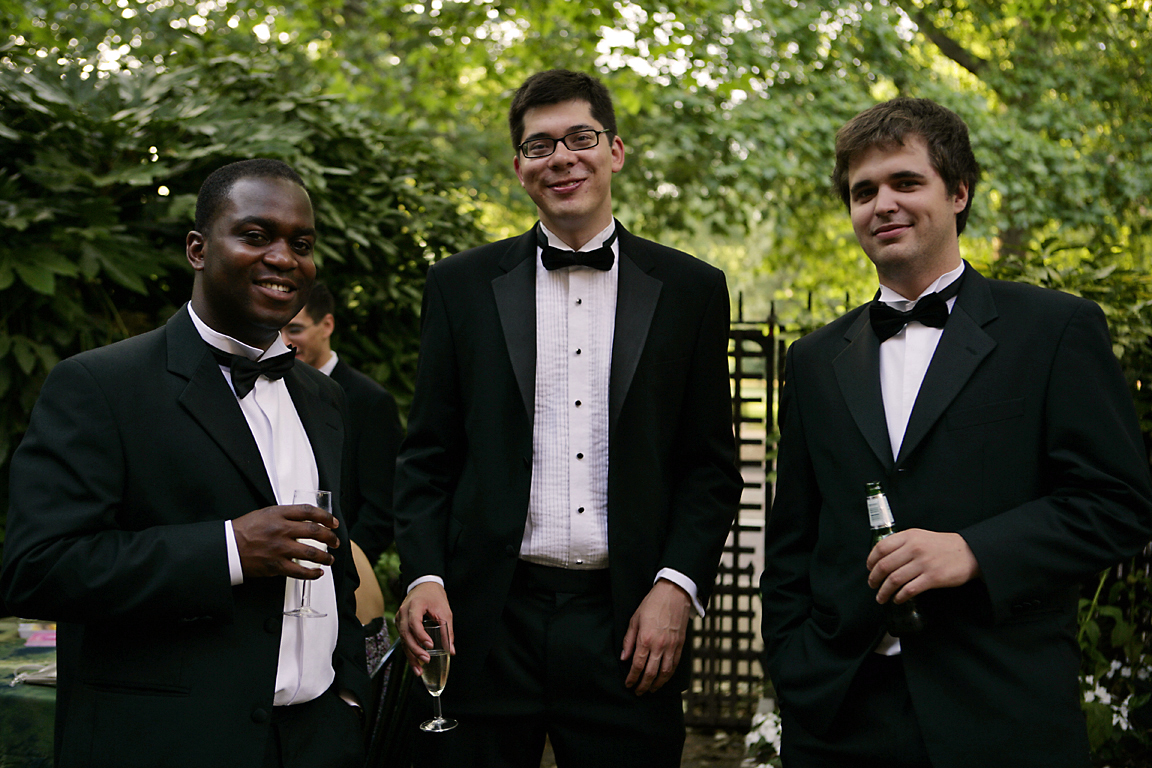
سه مرد که تاکسیدو به تن دارند.

تاکسیدو یا در اصطلاح فرانسوی اسموکینگ (مخفف عبارت انگلیسی اسموکینگ جاکت) (همچنین: جامه تدخین) نوعی کت مردانه پیش باز است که در آن از یقه ایستاده استفاده و قسمتی از آن با پارچه براق ماهوت مشکی رنگ تهیه می‌شود و ممکن است دارای جیب یا بدون جیب باشد، و آن را در شب نشینی‌ها یا مجالس تشریفاتی میپوشند.
از این لباس در مهمانی‌های رسمی به همراه پیراهن فراک و پاپیون سیاه استفاده می‌شود.